# Hiromi Taniguchi
Hiromi Taniguchi (jap. 谷口浩美 Taniguchi Hiromi; ur. 5 kwietnia 1960 w Nangō) – japoński lekkoatleta specjalizujący się w biegach długodystansowych, przede wszystkim w biegu maratońskim, dwukrotny uczestnik letnich igrzysk olimpijskich (Barcelona 1992, Atlanta 1996).

## Sukcesy sportowe
W 1986 zdobył w Seulu srebrny medal igrzysk azjatyckich w maratonie. W 1991 odniósł największy sukces na arenie międzynarodowej, zdobywając w Tokio tytuł mistrza świata w maratonie. W 1992 wystąpił na igrzyskach olimpijskich w Barcelonie, zajmując 8. miejsce w maratonie. Na kolejnych igrzyskach, w 1996 r. w Atlancie, zajął w biegu maratońskim 19. miejsce.
Zwyciężył w maratonach w Ōicie (1985), Londynie (1987), Tokio (dwukrotnie – 1987, 1989), Sapporo (1989) oraz Rotterdamie (1990).

## Rekordy życiowe
- bieg na 5000 metrów – 13:49,17 – Hamamatsu 07/05/1989
- bieg na 10 000 metrów – 28:34,18 – Kobe 30/04/1989
- bieg maratoński – 2:07:40 – Pekin 16/10/1988